# Cantone di Douai-Nord-Est
Il Cantone di Douai-Nord-Est era una divisione amministrativa dell'arrondissement di Douai.
È stato soppresso a seguito della riforma complessiva dei cantoni del 2014, che è entrata in vigore con le elezioni dipartimentali del 2015.
Comprendeva parte della città di Douai e i comuni di:
- Auby
- Flers-en-Escrebieux
- Râches
- Raimbeaucourt
- Roost-Warendin